# St. Richard (Otting)

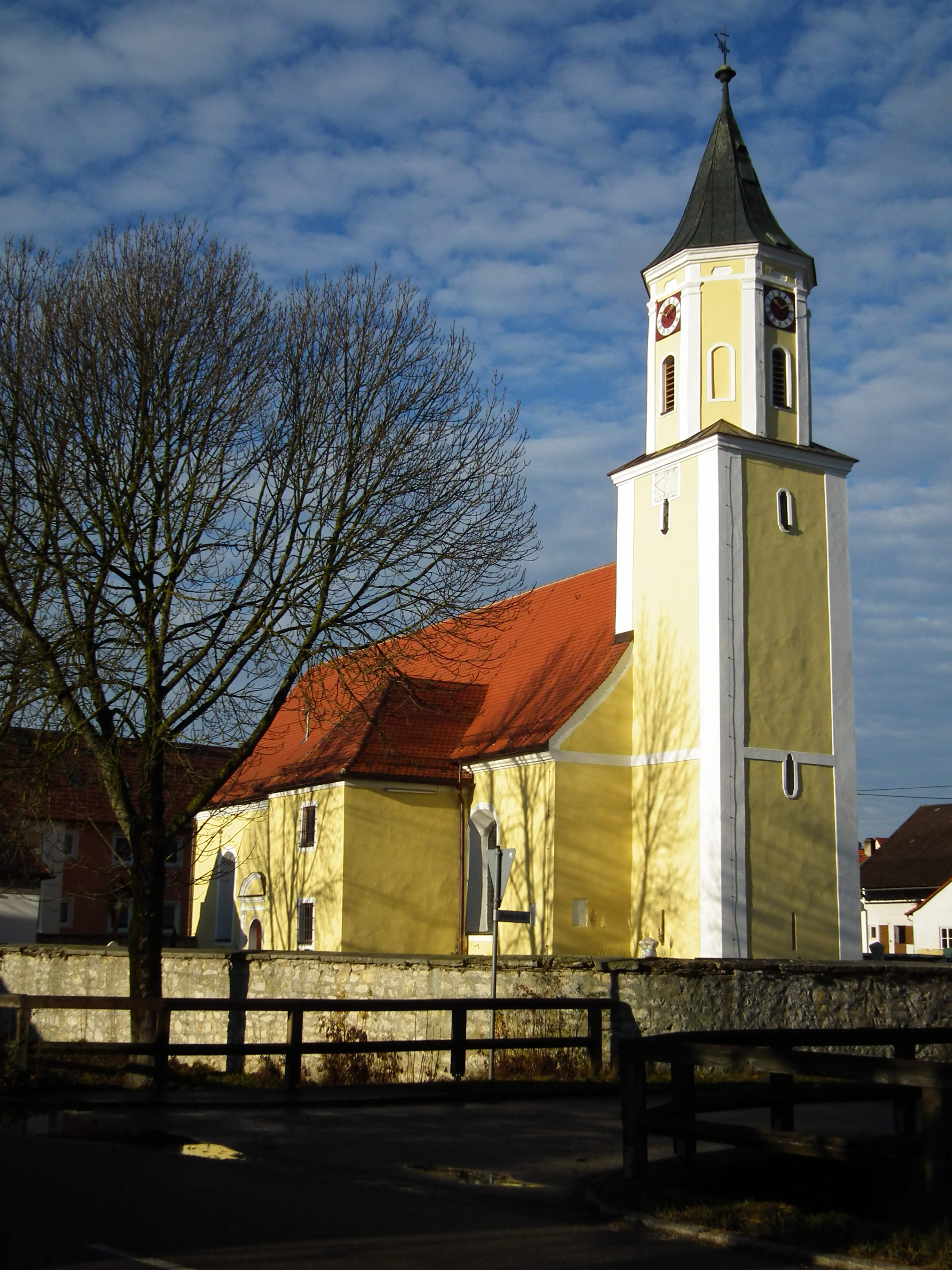
St. Richard in Otting

St. Richard ist eine römisch-katholische Pfarrkirche in Otting, einer Gemeinde im schwäbischen Landkreis Donau-Ries in Bayern. Das denkmalgeschützte Bauwerk ist in der Liste der Baudenkmäler in Otting unter der Nr. D-7-79-198-2 eingetragen.

## Geschichte
Eine erste Holzkirche wurde zwischen 1057 und 1075 durch Bischof Gundekar II. von Eichstätt dem Schutzheiligen St. Richard gewidmet, dessen Verehrung in Eichstätt im 11. Jahrhundert begann. St. Richard, ein angelsächsischer König (um 700), war Vater des heiligen Willibald (erster Bischof von Eichstätt), des heiligen Wunibald (Gründer des Klosters in Heidenheim) und der heiligen Walburga (Äbtissin des Klosters Heidenheim am Hahnenkamm), die als Missionare von England nach Deutschland kamen. Das Kirchenpatrozinium weist auf Beziehungen der Ottinger Kirche zum Bistum Eichstätt hin, ebenso zum Kloster Heidenheim. Vieles spricht dafür, dass dieses Kloster, dessen Missionstätigkeit vor allem das nördliche Ries umfasste, auch in Otting ein geordnetes Kirchwesen schuf. Otting war wohl eine Urpfarrei. Das Kloster Heidenheim besaß Zehentrechte in Otting (Urkunde von 1180).
Der älteste, geschichtlich nachweisbare Pfarrer von Otting, ein Ordensgeistlicher von Heidenheim am Hahnenkamm, wird 1150 erwähnt und hieß Ilsung. Er brachte aus Lucca in Italien um 1150 Reliquien des heiligen Richard nach Otting.
Der Turm der Pfarrkirche St. Richard ist deutlich älter als das Langhaus. Der quadratische Unterbau des Turmes gehört wohl noch dem 14. Jahrhundert an. Die heutige Saalkirche wurde um 1480 in der Zeit der Spätgotik errichtet. Nach der Zerstörung im Dreißigjährigen Krieg wurde sie 1643 wieder aufgebaut. Die Sakristei stammt aus dem Barock.

## Beschreibung
Das Bauwerk besteht aus einem Langhaus, einem rechteckigen Chor im Osten, einer Sakristei an der Südwand des Chors und einem Kirchturm auf quadratischem Grundriss an der Stirnseite des Chors, dessen untere Geschosse aus dem 14. Jahrhundert stammen. Beim Wiederaufbau 1643 wurde er mit einem Geschoss mit Pilastern an den acht Ecken aufgestockt, das die Turmuhr und den Glockenstuhl beherbergt, und mit einem spitzen Helm bedeckt. Der Innenraum des Langhauses ist mit einer Flachdecke überspannt. Die Fresken hat 1739 Johann Anwander gestaltet. Der Hochaltar und die Kanzel wurden 1896 vom Münchner Architekten Joseph Elsner senior geschaffen. Die Orgel wurde 1976 als Opus 2315 von der G. F. Steinmeyer & Co. gebaut.